# Cecità isterica
La cecità isterica sta ad indicare la sensazione isterica di perdita della vista da parte di un soggetto. Fa parte dei fenomeni della nevrosi isterica.

## Descrizione
Può essere uno dei sintomi del disturbo di conversione. Sigmund Freud parla della cecità isterica in un articolo del 1910 (I disturbi visivi psicogeni nell'interpretazione psicoanalitica), su una donna che ha perso la vista da un occhio, ma senza riscontri di malattia organica.
Nel film Hollywood Ending di Woody Allen, il regista Waxman, protagonista del film (impersonato dallo stesso Allen) è soggetto a questo disturbo; è il soggetto anche del film di Mira Nair Hysterical Blindness.